# جنا سانتورومیتو
جنا سانتورومیتو (انگلیسی: Jenna Santoromito؛ زادهٔ ۲۱ ژانویهٔ ۱۹۸۷) بازیکن واترپلو زن اهل استرالیا است.